# Dominique Perrault
Pour les articles homonymes, voir Perrault.
Dominique Perrault, né le 9 avril 1953 à Clermont-Ferrand (Puy-de-Dôme), est un architecte et urbaniste français.

## Biographie
Fils d'un ingénieur des Arts et métiers, Dominique Perrault étudie à Paris à l'École nationale supérieures des beaux-arts où il obtient son diplôme en 1978. Il reçoit également un diplôme en urbanisme à l'École nationale des ponts et chaussées en 1979 et une maîtrise en histoire à l'École des hautes études en sciences sociales en 1980. Il fonde son agence en 1981,.
Architecte de la Bibliothèque nationale de France (BnF) après avoir remporté le concours en 1989, il s'est imposé au niveau international à travers de nombreuses réalisations. Dominique Perrault est l’auteur entre autres du Vélodrome et de la piscine olympique de Berlin, de l’extension de la Cour de justice des Communautés européennes à Luxembourg, du centre olympique de tennis à Madrid,, ou du campus de l'université féminine Ewha à Séoul.
Une exposition monographique retraçant l’ensemble de son travail lui est consacrée au Centre Georges Pompidou à Paris en 2008 ,. Il a par ailleurs été désigné commissaire du pavillon français de la section architecture de la Biennale de Venise en 2010.
Au printemps 2014, Dominique Perrault a inauguré la plus haute tour de Vienne.
Il reçoit en 2015 le Praemium Imperiale dans la catégorie architecture.
Les travaux qu'il réalise en 2016 dans le pavillon Dufour du château de Versailles sont en revanche contestés par plusieurs spécialistes en histoire de l'art.
En décembre 2016, Dominique Perrault et Philippe Bélaval, président du Centre des monuments nationaux, remettent au président de la République et à la maire de Paris la mission d’étude et d’orientation qui leur avait été confiée en décembre 2015 pour préfigurer l'île de la Cité à l'horizon 2040,.
Dominique Perrault, est professeur à l'Ecole polytechnique fédérale de Lausanne, conférencier en France et à l’étranger, et membre du Conseil scientifique de l’Atelier International du Grand Paris,.

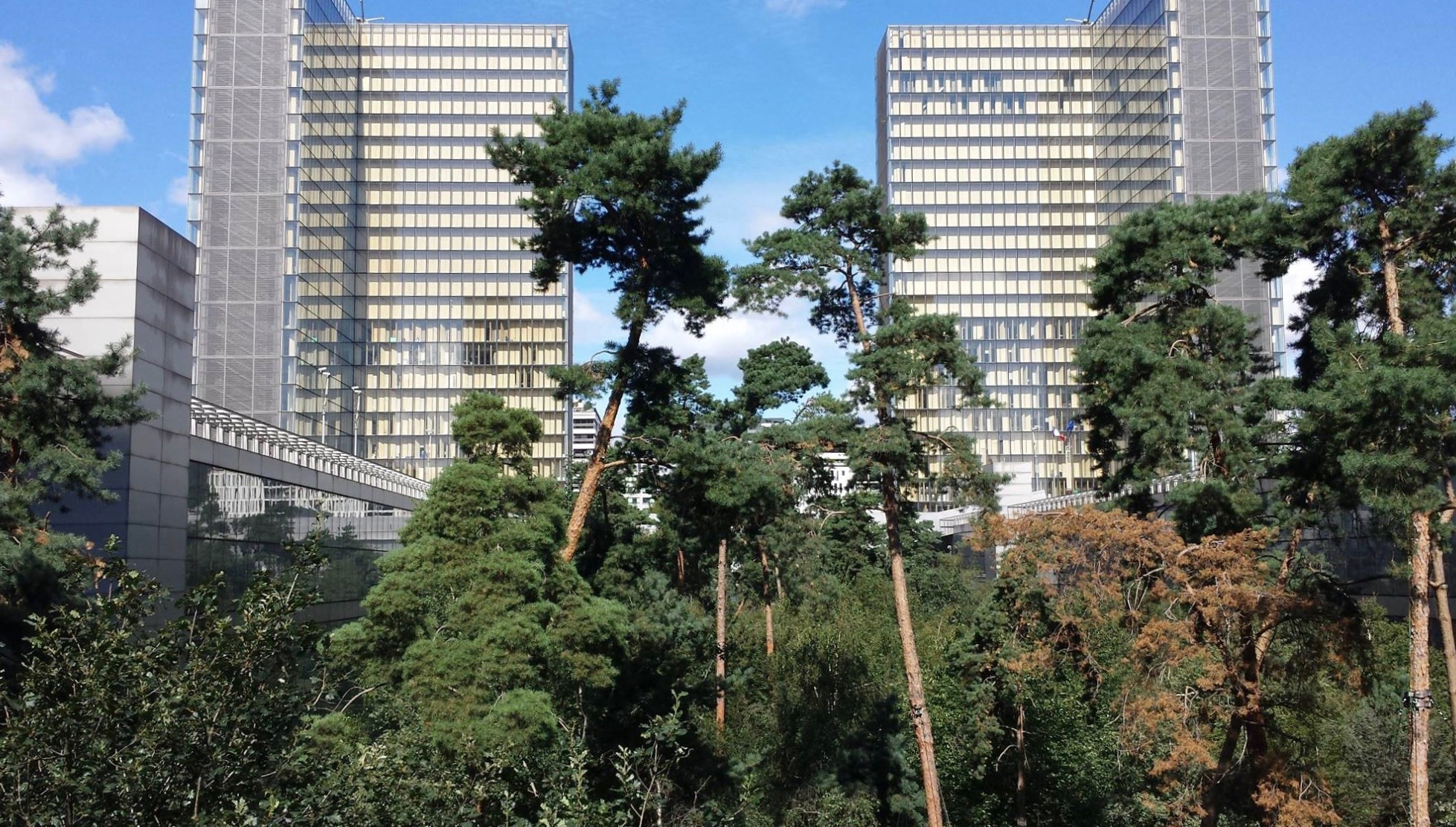
Bibliothèque nationale de France (1989-1995).
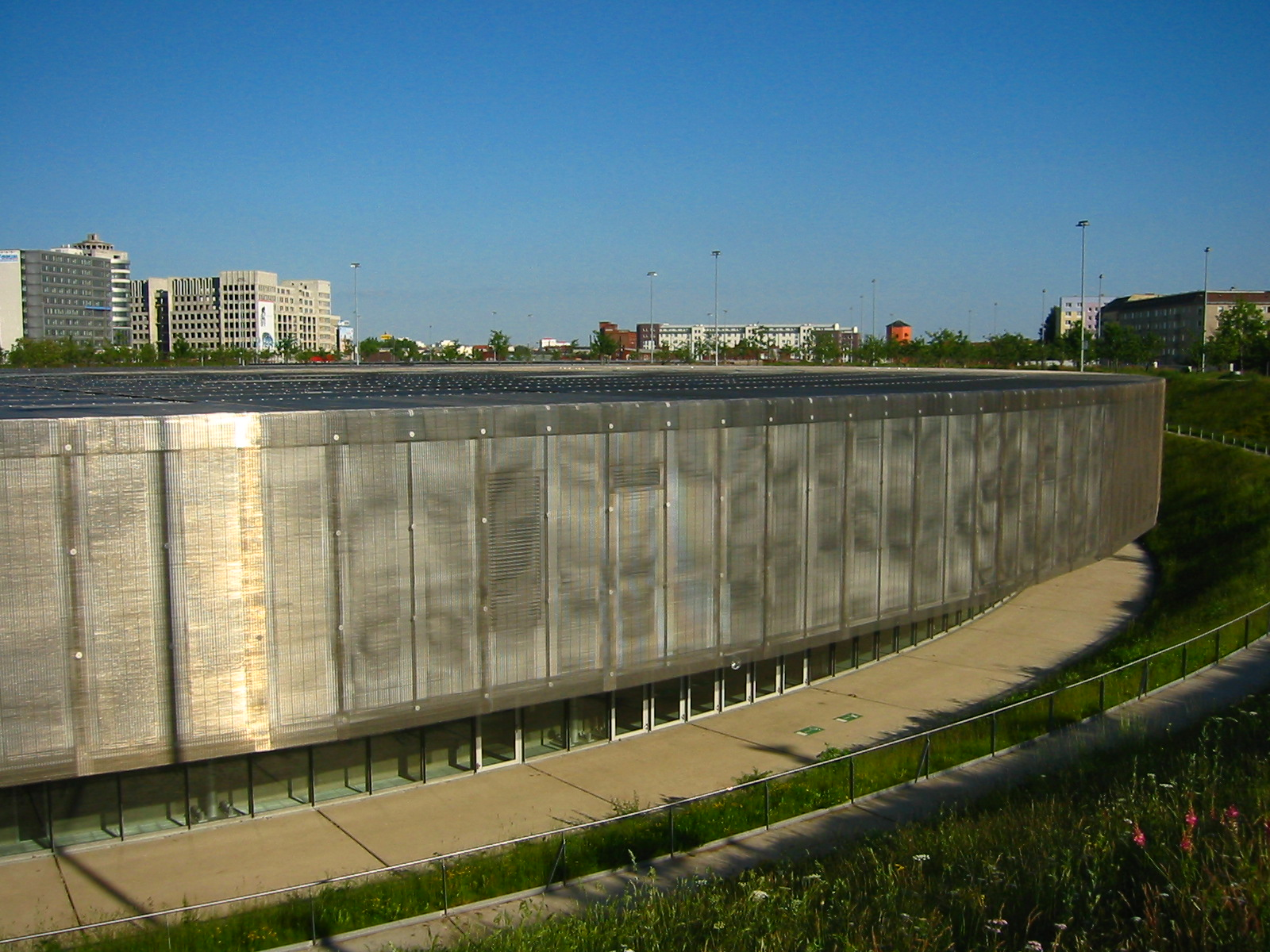
Vélodrome de Berlin (1992-1999).
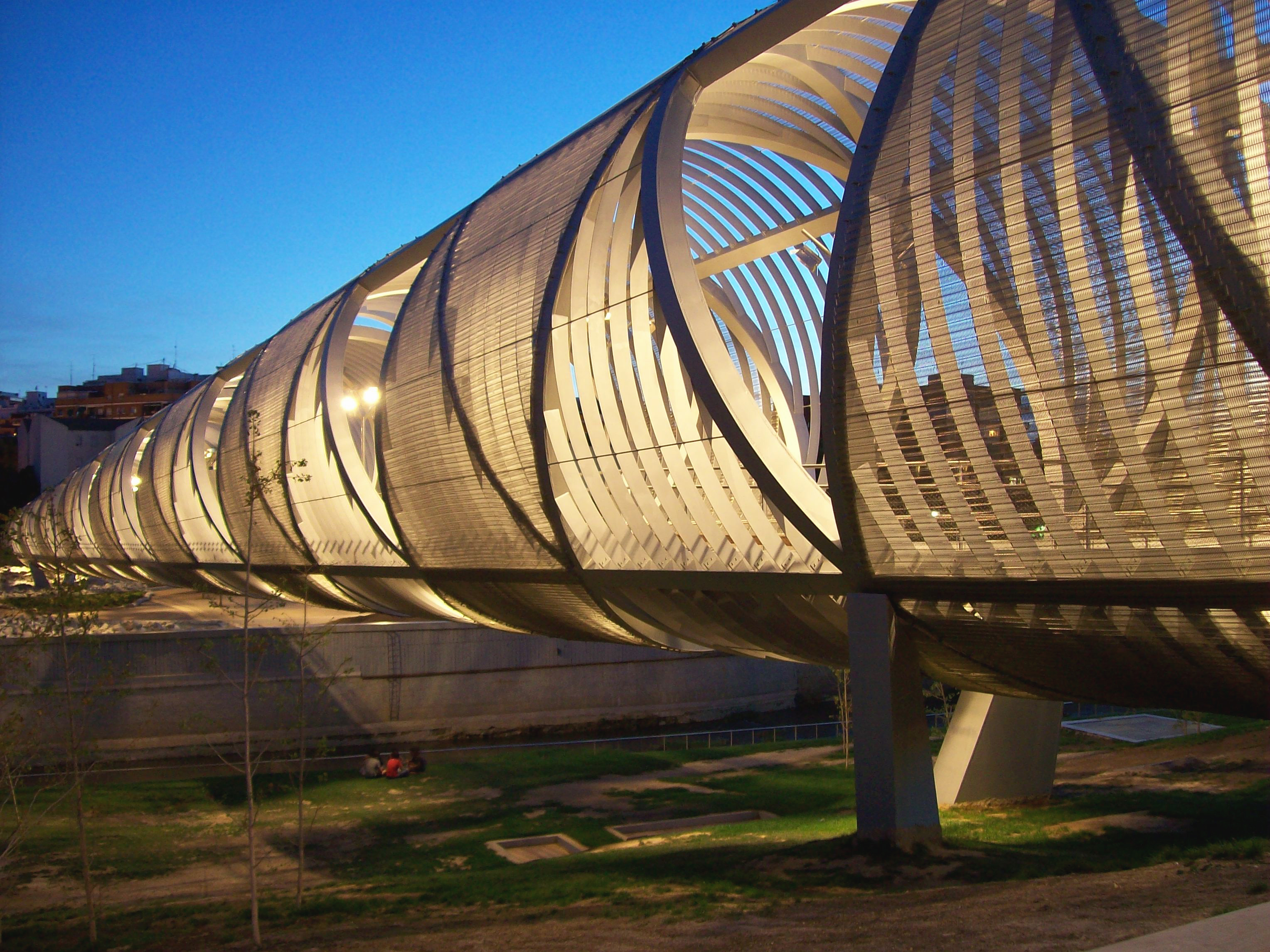
Passerelle Arganzuela, Madrid (2008-2011)
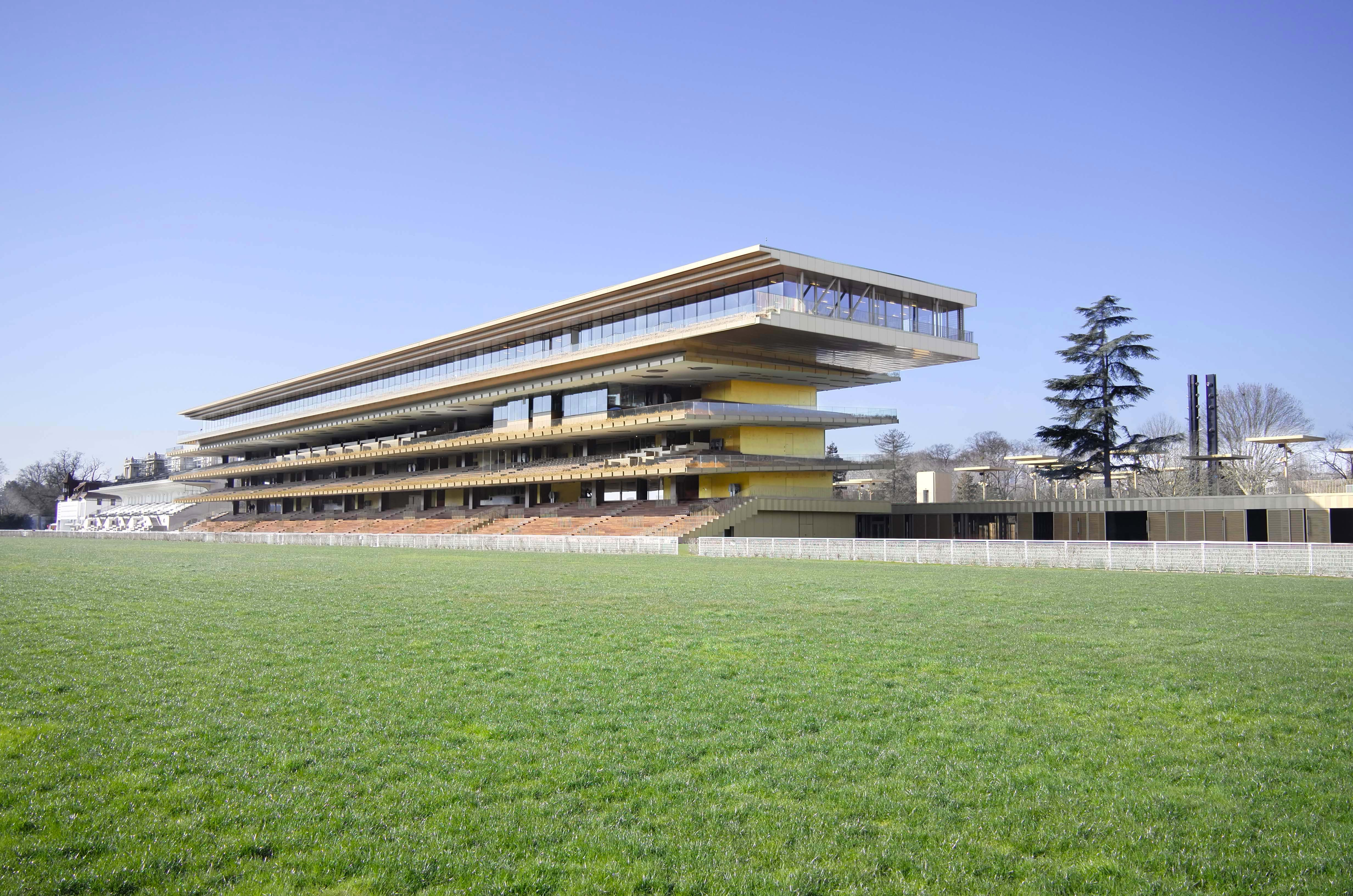
Nouvel hippodrome de Longchamp (2015-2018).

## Démarche
Pour Frédéric Migayrou, « toute l’œuvre de Dominique Perrault interroge l’aspect figural de l’architecture, sa capacité à donner du sens, à construire une image dynamique tissée de valeurs sociales et culturelles. […] Le positionnement de Dominique Perrault se trame entre ce rationalisme, qui cherche à articuler des lois de composition d’éléments typologiques, et une compréhension structuraliste de la syntaxe architecturale, multipliant ainsi les jeux d’interrelations entre des composantes d’échelle et de valeur symbolique très disparates».
À la croisée des disciplines, son œuvre est pour Luis Fernandez-Galiano « souvent rattachée la grande tradition de la monumentalité géométrique française ; il est à la fois inévitable de relier son attitude formelle sur le territoire à cet urbanisme inédit qui traite la nature comme une géographie dynamique, et obligatoire d’interpréter la simplicité presque innocente de ses diagrammes fondamentaux à la lumière de pratiques conceptuelles ou minimales qui s’étendent jusqu’aux limites du land art et de l’Arte Povera ».

## Distinctions

### Prix
- 1984: Prix AMO pour l'usine Someloir à Châteaudun (Eure-et-Loir) par Someloir/ville de Châteaudun
- 1990: Prix AMO pour l'hôtel industriel Berlier à Paris par la Sagi
- 2015 :	Prix Praemium Imperiale, section architecture[2].

### Décorations
- Commandeur de l'ordre des Arts et des Lettres Il est promu au grade de commandeur le 13 septembre 2016[16].
- Officier de la Légion d'honneur Il est nommé chevalier le 31 décembre 1996[17], et est promu officier le 13 juillet 2012[18].

## Projets
- 1991-1994 : Hôtel du Département de la Meuse, Bar-le-Duc, labellisé « Architecture contemporaine remarquable » en 2022[19].
- 1999-2008 : Hôtel Me Barcelona, Barcelone[20].
- 2019-2024 : Village olympique des Jeux de 2024[21],[22].